# Aeroportul Lisabona-Humberto Delgado
Aeroportul Lisabona-Humberto Delgado (IATA: LIS, ICAO: LPPT) este un aeroport din Santa Maria dos Olivais⁠(d), Lisabona, Districtul Lisabona, Portugalia ce deservește zona Lisabona. Aeroportul a fost tranzitat în decembrie 2022 de 2.296.958 de pasageri. A fost deschis în 15 octombrie 1942 și numit după Humberto Delgado⁠(d).
Situat la o altitudine de 114 m, aeroportul dispune de 1 pistă. Este operat de ANA – Aeroportos de Portugal⁠(d).

## Infrastructură

### Piste
Aeroportul dispune de o singură pistă. Pista 03/21 are suprafața de asfalt și dimensiunile 3.805 m × 45 m. 